# هدويغ شلختر
هدويغ شلختر (بالألمانية: Hedwig Schlichter)‏ (و. 1898 – 1984 م) هي ممثلة، ومُدرسة، وممثلة مسرحية من النمسا، والأرجنتين، ولدت في فيينا، توفيت في بوينس آيرس، عن عمر يناهز 86 عاماً.

## وصلات خارجية
- هدويغ شلختر على موقع IMDb (الإنجليزية)
- هدويغ شلختر على موقع ألو سيني (الفرنسية)
- هدويغ شلختر على موقع أول موفي (الإنجليزية)
- هدويغ شلختر على موقع قاعدة بيانات الأفلام السويدية (السويدية)
- هدويغ شلختر على موقع كينوبويسك (الروسية)